# Karacaoğlu, Taşköprü
Karacaoğlu là một xã thuộc huyện Taşköprü, tỉnh Kastamonu, Thổ Nhĩ Kỳ. Dân số thời điểm năm 2008 là 162 người.